# Hijikata Toshizō

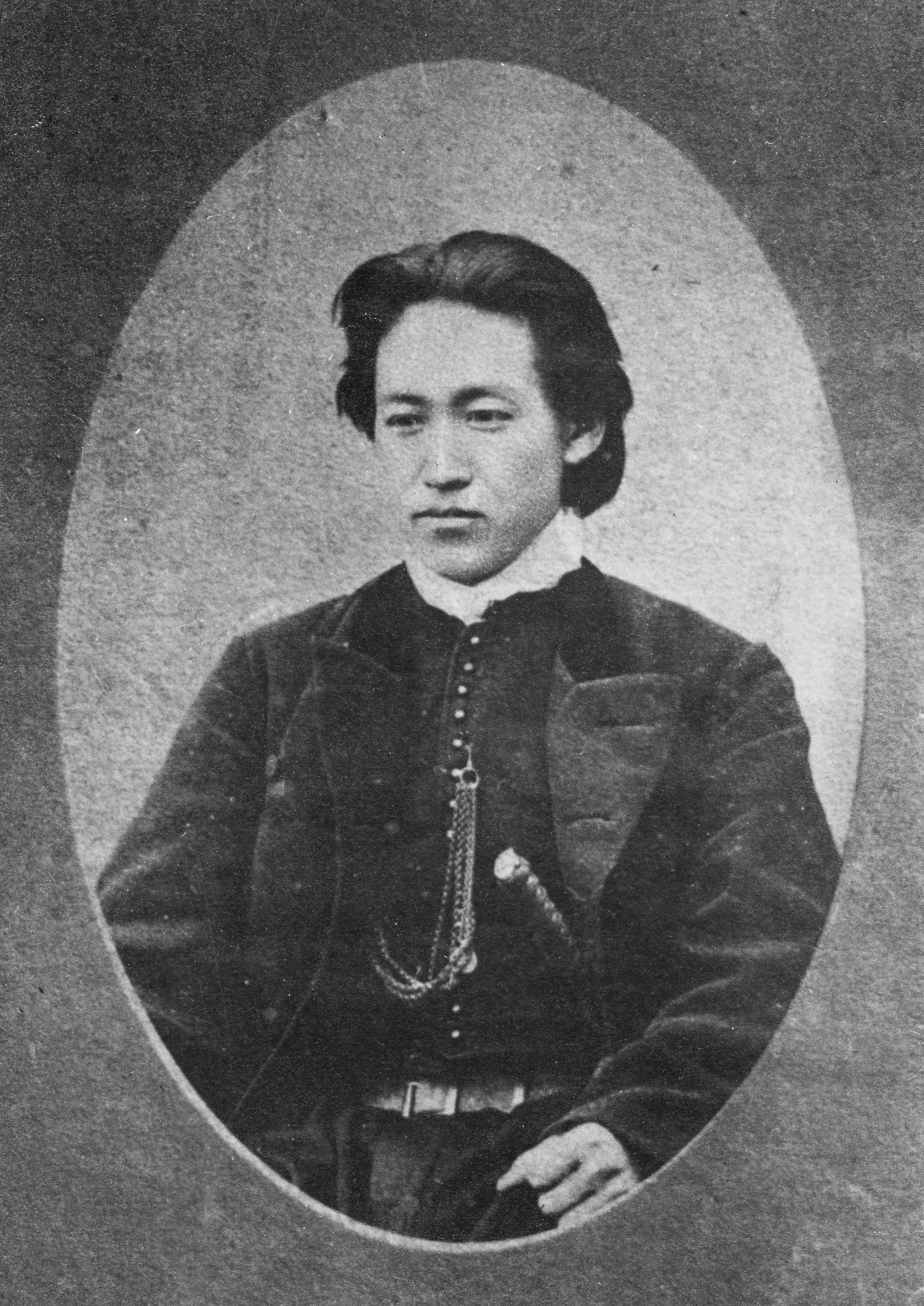
Hijikata Toshizō

Hijikata Toshizō (jap. 土方 歳三; * 31. Mai 1835 in Hino; † 20. Juni 1869) war der stellvertretende Kommandeur der Shinsengumi, einer japanischen Polizeieinheit in Kyōto, die Mitte des 19. Jahrhunderts versuchte, die Etablierung der Meiji-Regierung in Japan zu verhindern.

## Werdegang
Hijikata wurde 1835 als jüngstes von sechs Kindern im heutigen Hino, einem Vorort Tokios, in Japan geboren. Seine Eltern waren Landwirte. Hijikata soll ein sehr verzogenes Kind gewesen sein, das zu allen, außer seinen Freunden und der Familie, ein schlechtes Verhalten an den Tag legte. Das änderte sich 1864, als er die Hinrichtung eines Schwertkämpfers aus dem Aizu-Klan verfolgte, der für seine Loyalität dem Shogunat gegenüber Seppuku (rituellen Selbstmord) begehen musste. Hijikata soll damals bei dessen Begräbnis in aller Öffentlichkeit geweint haben.
Als seine ältere Schwester in eine wohlhabendere Familie einheiratete, arrangierte Hijikatas Schwager für ihn eine Arbeit als Medizinverkäufer. Bei dieser Gelegenheit traf er auf Kondō Isami. Daraufhin konnte er im Dōjō Kondō Shusukes Schwertkampf im Stil der Tennen Rishin Ryū-Schule erlernen. Als die Hinrichtung Kondō Isami und andere Schüler des Dōjōs 1863 dazu veranlasste, nach Kyōto aufzubrechen, schloss sich Hijikata ihnen an. Sie wollten für die Machterhaltung des Shoguns kämpfen. Hijikata trat der Rōshigumi bei, die sich später in zwei Gruppen spaltete, und wurde unter der Führung Kondō Isamis, Serizawa Kamos und Niimi Nishikis Korpsführer. In Kyōto sollte die Gruppe für Frieden und Ordnung sorgen. Die Kommandeure Serizawa und Niimi missbrauchten ihre Position aber zunehmend und als Hijikata Beweise gegen Niimi in diesen Angelegenheiten fand, zwang er ihn dazu, Seppuku zu begehen. Serizawa hingegen wurde von Mitgliedern der Shinsengumi ermordet, so dass Kondō Isami als alleiniger Anführer der Shinsengumi mit Hijikata Toshizō als Vize-Kommandeur verblieb.
Die strengen Gesetze der Shinsengumi für Kyōto, die vor allem von Hijikata aufgestellt wurden, mussten eisern durchgezogen werden. Toshizō war dafür bekannt, sehr hart mit seiner Klinge, dem Izuminokami Kanesada, durchzugreifen und wurde schon bald mit „Teufel der Shinsengumi“ betitelt. Auch innerhalb der Shinsengumi setzte Hijikata strenge Richtlinien fest. Fahnenflüchtige und Verräter wurden gezwungen, Seppuku zu begehen. Dieses Schicksal erfuhr auch Yamanami Keisuke, ein sehr enger Freund Hijikatas, als dieser versuchte die Shinsengumi 1865 zu verlassen. Belege für Hijikatas Härte lassen sich in Nagakura Shinpachis Jitsureki dan, später auch unter dem Titel Shinsengumi Tenmatsu Ki, veröffentlichten Buch finden, in dem er die Geschichte der Shinsengumi aus seiner Sicht als Korpsführer niederschrieb.
Nachdem der Shogun zur Aufgabe gezwungen worden war und letztendlich die Macht dem Kaiser zurückgab, läutete dieser die Zeit der Meiji-Regierung ein. Sofort wurde die Shinsengumi zum Ziel der kaiserlichen Armee. Kondō Isami wurde gefangen genommen und im April 1868 hingerichtet. Toshizō führte die Shinsengumi daraufhin in ihren letzten Kampf. Er erkannte, dass er eine aussichtslose Schlacht kämpfte und erklärte gegenüber einem Arzt: „Ich werde nicht kämpfen um zu gewinnen. Jetzt, da die Tokugawa-Regierung vor dem Zusammenbruch steht, wäre es eine Schande, wenn niemand bereit wäre, mit ihr unterzugehen. Deshalb muss ich gehen. Ich werde die beste Schlacht meines Lebens kämpfen, um für das Land zu sterben.“
Am 20. Juni 1869 wurde er während des Kampfes durch eine Gewehrkugel getötet, die den unteren Teil seines Rückgrats zerschmetterte. Es ist nicht bekannt, wo er begraben wurde, aber es befindet sich je ein Gedenkstein zu seinen und Kondō Isamis Ehren in der Nähe des JR-Bahnhofs Itabashi in Tokio.
Über Hijikata ist bekannt, dass er unter dem Pseudonym Hogyoku die Hogyoku Haiku-Sammlung verfasst hat, die sich derzeit in der Hijikata-Toshizō-Gedenkhalle in seinem Geburtshaus in Hino befindet.
Das letzte Gedicht, das Hijikata Toshizō Ichimura Tetsunosuke kurz vor seinem Tode übergeben hatte, lautete:
よしや身は蝦夷が島辺に朽ちぬとも
魂は東の君や守らむ
Zu Deutsch:
"Mag mein Körper im Inselstrand Ezos zerfallen —
mein Geist wacht über meinen Herrn im Osten"